# Гусельников, Евгений Яковлевич
Евге́ний Я́ковлевич Гусе́льников (укр. Євген Якович Гусельников; 6 октября 1940, село Степановка, Иркутский район, Иркутская область, РСФСР, СССР — 3 августа 2010, город Хмельницкий) — советский и украинский государственный деятель, председатель Хмельницкой областной рады и Хмельницкой областной государственной администрации. Кандидат экономических наук (1980).

## Биография
Трудовую деятельность начал токарем машинно-тракторной станции. В 1963 году окончил Томский политехнический институт, получил специальность инженера-механика.
После окончания института работал сменным и старшим мастером, заместителем начальника, начальником цеха на Усть-Каменогорском приборостроительном заводе в Казахской ССР. Член КПСС.
В 1969—1973 г. — главный инженер Каменец-Подольского приборостроительного завода Хмельницкой области.
С 1973 года работал заместителем заведующего, заведующим промышленно-транспортного отдела Хмельницкого областного комитета КПУ. Учился в Академии общественных наук при ЦК КПСС в Москве. В 1980 году защитил в Москве кандидатскую диссертацию «Особенности развития и использования активной части основных производственных фондов в условиях научно-технической революции».
С июля 1982 по октябрь 1988 года — 1-й заместитель председателя исполнительного комитета Хмельницкого областного совета народных депутатов. С октября 1988 по 1990 год — 1-й заместитель председателя исполнительного комитета Хмельницкого областного совета народных депутатов — начальник главного планово-экономического управления.
С апреля 1990 по февраль 1991 года был председателем исполнительного комитета Хмельницкой областной рады народных депутатов, с 12 февраля 1991 по март 1992 года являлся председателем Хмельницкого областного совета народных депутатов и председателем исполнительного комитета Хмельницкой областной рады народных депутатов.
31 марта 1992 года назначен представителем Президента Украины (губернатором) в Хмельницкой области, занимал должность до 28 сентября 1994 года. С июня 1994 по июль 1998 года занимал должность председателя Хмельницкого областного совета и председателя исполнительного комитета Хмельницкой областной рады. Одновременно, с 7 июля 1995 по 9 сентября 1998 года — председатель Хмельницкой областной государственной администрации.
С апреля 1999 по май 2000 года занимал должность заместителя министра Украины по вопросам чрезвычайных ситуаций и по делам защиты населения от последствий Чернобыльской катастрофы.
Затем — заместитель директора по коммерческим вопросам дочернего предприятия научно-производственного центра «Укррегионинвест» в городе Хмельницком.

## Награды и отличия
- орден Трудового Красного Знамени
- почётное отличие Президента Украины (.08.1996)[7]
- государственный служащий 1-го ранга (04.1994)[8]
- медали